# Evgueniy Alexiev
Evgueniy Alexiev (Sliven, 5 de maio de 1967) é um cantor lírico búlgaro, radicado em Bordeaux, na França, desde 1992.

## Óperas
- Georges Bizet: Carmen (Escamillo)
- Francesco Cavalli: La Didone (Yarba)
- Gaetano Donizetti: Rita (Gasparo); L'Elisir d'Amore (Belcore),  La fille du régiment (Hortensius)
- Ermanno Wolf-Ferrari: La Vedova Scaltra (Arlecchino)
- Charles Gounod: Polyeucte (Sévère)
- Georg Friedrich Haendel: Ariane en Crète (Minos)
- Engelbert Humperdinck: Hänsel und Gretel (Peter)
- René Koering: Scènes de chasse (Ulysse)
- Alessandro Melani: L'Empio Punito (Bibi)
- Claudio Monteverdi: L'incoronazione di Poppea (Le Couronnement de Poppée en français)(Mercurio)
- Jules Massenet: Thaïs (Athanaël); Le Jongleur de Notre-Dame (Le moine sculpteur)
- W. A. Mozart: Don Giovanni (Don Giovanni);Die Zauberflöte (Papageno); Le Nozze di Figaro (Il Conte, Figaro)
- Giacomo Puccini: La Bohème (Marcello); Madame Butterfly (Sharpless); Turandot (Ping)
- Henry Purcell: Didon et Enée (Enée)
- Henri Rabaud: L'Appel de la mer (Bartley)
- Jean-Philippe Rameau: Zoroastre (Abramane); Platée (Cithéron, Momus)
- Guy Ropartz: Le Pays (Jörgen)
- Gioacchino Rossini:Il Barbiere di Siviglia (Figaro)
- Johann Strauss II: Die Fledermaus (en français, La Chauve-Souris)(Falke)
- Piotr Ilitch Tchaikovsky: Eugène Onéguine (opéra) (Eugène Oneguine)
- Verdi: Don Carlos (opéra) (Rodrigue); Falstaff (opéra) (Ford); Il Trovatore(Il Conte di Luna); Un Ballo in Maschera (Renato); La forza del destino (Don Carlos di Vargas)

## Discografia
La Vedova Scaltra, Ermanno Wolf-Ferrari,Orchestre National de Montpellier,Chef d'orchestre: Enrique Mazzola,CD(25 octobre 2004)
Roland,opéra, Jean-Baptiste Lully, joué par les Talents Lyriques, CD;Editeur: Ambroisie, AMB 9949, 2004 — coffret avec 3 CD
Zoroastre (DVD),Pierre Audi,Opus Arte,16 mai 2007
Le Jongleur de Notre Dame, Jules Massenet (Compositeur), Roberto Alagna,Evgueniy Alexiev, CD(24 août 2009)
Les Grandes Eaux Musicales De Versailles,Lully, Gluck, Rameau, Desmarest, Les Talents Lyriques, Christophe Rousset,CD (25 mars 2008)
La Esmeralda, Louise Bertin, Universal Music, 2 CD, juin 2009